# ریورا
ریورا (به اسپانیایی: Rivera) شهری در کشور اروگوئه، استان ریورا است که جمعیت آن در سرشماری سال ۲۰۰۴ میلادی ۶۴٬۴۲۶ نفر بوده‌است.